# Hailakandi
Hailakandi (o Hylakandi, Hailikandi) è una suddivisione dell'India, classificata come municipal board, di 29.634 abitanti, capoluogo del distretto di Hailakandi, nello stato federato dell'Assam. In base al numero di abitanti la città rientra nella classe III (da 20.000 a 49.999 persone).

## Geografia fisica
La città è situata a 24° 40' 60 N e 92° 34' 0 E e ha un'altitudine di 20 m s.l.m..

## Società

### Evoluzione demografica
Al censimento del 2001 la popolazione di Hailakandi assommava a 29.634 persone, delle quali 15.090 maschi e 14.544 femmine. I bambini di età inferiore o uguale ai sei anni assommavano a 3.251, dei quali 1.627 maschi e 1.624 femmine. Infine, coloro che erano in grado di saper almeno leggere e scrivere erano 22.799, dei quali 12.139 maschi e 10.660 femmine.